# Traumanalysemethode nach Moser
Das Traummodell von Ulrich Moser und Ilka von Zeppelin ist ein psychoanalytisches Modell, das erklären soll, wie Träume entstehen, auf dem ein detailliertes Traumkodierungssystem beruht. Moser (geb. 21. September 1925 in Winterthur, em. Professor der Universität Zürich) und von Zeppelin (1936–2009, niedergelassene Psychoanalytikerin) publizierten 1996 ihre Integration der psychoanalytischen Traumtheorie und der klinisch-psychoanalytischen Forschung mit Erkenntnissen aus der empirischen Entwicklungsforschung, der Kognitionspsychologie, der Cognitive Science, den Neurowissenschaften und der experimentellen Schlaf-Traumforschung.
Sie postulieren, dass die Inhalte von Träumen aus drei Quellen stammen:
- Tagesreste: Im schon von Freud beschriebenen[3] »Tagesrest« werden durch  bestimmte Tagesereignisse verdrängte, frühkindliche Triebregungen reaktiviert, die das Traumnarrativ mitbestimmen.[4]
- Interne und externe Stimuli: Unter internen Stimuli werden Phänomene wie Hunger oder Durst verstanden. Externe Stimuli bezeichnen sensorische Einflüsse wie Lichtreize oder akustische Reize. Beide Stimuli beeinflussen den Trauminhalt.[5]
- Traumkomplexe: Die sogenannten Traumkomplexe verarbeiten während des Träumens sämtliche Informationen zu ungelösten Konflikten und traumatischen Situationen. Der Traum sucht nach einer Lösung, oder besser gesagt, nach der bestmöglichen Adaptation dieser Traumkomplexe an die aktuelle psychische Realität. Die Traumorganisation ist in diesem theoretischen Verständnis ein Bündel von affektiv-kognitiven Prozessen,[6][7] die eine Mikrowelt[8] kreieren, den Traum. Sie bestimmen Handlungen, Symbole, Traumnarrative etc. Ein Traumkomplex entstammt immer einem oder mehrerer Komplexe, die im Langzeitgedächtnis gespeichert sind und in konflikthaften und/oder traumatischen Erfahrungen wurzeln. Diese Konzeptualisierung entspricht dem latenten Traumgedanken von Sigmund Freud.

Die Traumkomplexe werden durch von außen kommende Stimuli aktiviert, die eine strukturelle Ähnlichkeit mit den früheren Komplexen aufweisen und nach einer Lösung drängen. Die gesuchte Lösung dieser Komplexe wird bestimmt durch das Bedürfnis nach Sicherheit („security“) und dem Wunsch nach Teilhabe („involvement“).
Die Inhalte der geträumten Situationen (die Traumkomplexe) werden durch individuelle Vorstellungen vom eigenen Selbst, Vorstellungen über Andere und generalisierte Interaktionsrepräsentationen (RIG: representation interaction generalised) geprägt. Diese Vorstellungen und deren Verbindungen spiegeln die Rolle von Wünschen im Traum wider.
Die Verbindung der Elemente eines Traumkomplexes, der RIGs, Selbst- und Objektmodelle, geschieht über einen Affekt. Wenn der Affekt integriert wird, so dass der Komplex erlebbar wird, spricht Moser von Desaffektualisierung. Je stärker ein Komplex desaffektualisiert wird, desto „invarianter“ ist der Affekt. In Mosers Konzeptualisierung wird aus einem Komplex ein sogenanntes Modell. Wenn ein Komplex zum Modell wird, kann ein bestimmtes Verhaltensmodell automatisch und unproblematisch abgerufen werden.
Kann der Affekt jedoch nicht desaffektualisiert werden, entsteht ein konflikthafter Traumkomplex. Affekte innerhalb solcher Bereiche sind vernetzt durch sogenannte k-Linien. Diese sind aber gleichzeitig blockiert und somit nicht lokalisierbar. Um diese konflikthaften Komplexe zu lösen, ist es nötig die affektive Information zurück in eine Beziehungsrealität zu holen, um sie so wieder erlebbar zu machen.  Genau dies wird in Träumen versucht. Träume haben daher die Funktion, Lösungen für Komplexe, d. h. bisher psychisch unbewältigte Konflikte, zu finden.
Im Traum werden solche Lösungsversuche für frühere Komplexe in neuen Beziehungsnarrativen dargestellt. Dadurch bilden Träume immer noch Königswege zum Unbewussten und haben daher in psychoanalytischen Therapien nach wie vor eine große Bedeutung. Nach Moser enthält schon der manifeste Traum derart zentrale Informationen zum Unbewussten, dass es nicht unbedingt, wie viele Psychoanalytiker postulieren, die Assoziationen braucht, die Hinweise auf den latenten Trauminhalt geben. Auch manifeste Träume können von Analytiker zusammen mit dem Träumer interpretiert werden.

## Anwendungsfelder
Moser und v. Zeppelin legten eine detaillierte Operationalisierung ihrer Traumgenerierungstheorie vor und entwickelten daraus eine präzise Methode zur Untersuchung von manifesten Träumen. Diese beschreibt Regeln der Segmentierung von Traumnarrativen sowie ein ausführliches Kodierungssystem. Diese Methode wurde von Leuzinger-Bohleber in fünf aggregierten Einzelfallstudien angewandt. Doell–Hentschker und eine Forschergruppe am Frankfurter Sigmund-Freud-Institut haben es weiterentwickelt. Eine interessante Anwendung erfolgt z. Zt. in der LAC-Depressionsstudie, in der mit Hilfe der „Traumanalysemethode nach Moser“ die Veränderungen von manifesten Träumen im Laufe von Psychoanalysen mit chronisch Depressiven untersucht werden. Die Anwendung der Traumanalyse nach Moser erweist sich auch als fruchtbar bei der Untersuchung von Träumen nach Posttraumatischer Belastungsstörung (PTBS), ebenso wie für die Darstellung von Therapieverläufen und zum besseren Verständnis neurotischer Prozesse im Traum.